# Angela Bofill
Pour les articles homonymes, voir Bofill.
Angela Bofill, née le 2 mai 1954 dans le Bronx (New York) et morte le 13 juin 2024 à Vallejo en Californie, est une chanteuse de RnB et soul américaine d'origine portoricaine.

## Biographie
Sa voix d'alto lui permet de chanter des ballades, des chansons soul ou disco. Elle commence comme choriste dans la musique, en 1978 sort son premier album intitulé Angie dont le titre sensuel Under The Moon And Over the Sky.
Is This A Dream? est un morceau disco sorti sur l'album Too Tough en 1983, réalisé par le jazzman Narada Michael Walden. Cet album atteint le no 5 du billboard Top US R&B, elle est l'une des premières musiciennes d'origine latino-américaine à faire un hit dans le marché R&B US.
En 1985 c'est George Duke qui réalise l'album Tell Me Tomorrow.
Mais ce sont des chansons love soul comme You Should Know By Now à Galaxy of My Love qui continuent à passer sur les radios R&B.
En 2006, à la suite d'un accident vasculaire cérébral, elle est paralysée du côté gauche et son manager Rich Engel organise un concert pour lui venir en aide.
Le 10 juillet 2007, elle fait de nouveau un accident cérébral, mais n'ayant pas d'assurance maladie, un appel aux dons est lancé sur son site web. 
Angela Bofill meurt le 13 juin 2024 à Vallejo en Californie à l'âge de 70 ans.

## Discographie

### Albums
- 1978 : Angie (réédité au format CD en 2001)
- 1979 : Angel of the Night (réédité au format CD en 2001)
- 1981 : Something About You (réédité au format CD en 2002)
- 1983 : Too Tough
- 1983 : Teaser
- 1984 : Let Me Be the One
- 1985 : Tell Me Tomorrow
- 1988 : Intuition
- 1993 : I Wanna Love Somebody
- 1996 : Love in Slow Motion
- 2006 : Live from Manila (réédité au format CD en 2006)

### Compilations
- The Best Of Angela Bofill – 1986
- The Definitive Collection – 1999
- Platinum & Gold Collection – 2003

### Singles
| Année | Titre                     | Album               | Billboard Hot 100 | US R&B |
| ----- | ------------------------- | ------------------- | ----------------- | ------ |
| 1979  | This Time I'll Be Sweeter | Angie               | 104               | 23     |
| 1980  | Angel of the Night        | Angel of the Night  | -                 | 67     |
| 1981  | Something About You       | Something About You | -                 | 21     |
| 1982  | Holdin' Out For Love      | Something About You | -                 | 26     |
| 1983  | Too Tough                 | Too Tough           | -                 | 5      |
| 1983  | Tonight I Give In         | Too Tough           | -                 | 12     |
| 1985  | Let Me Be The One         | Let Me Be The One   | -                 | 84     |
| 1988  | I Just Wanna Stop         | Intuition           | -                 | 11     |

### Participations
- Diana Ross - Take Me Higher
- Stacy Lattisaw - Sixteen
- Stanley Clarke - Hideaway
- Norman Connors - Remember Who You Are
- Tatyana Ali - Kiss The Sky
- T.M. Stevens - Out of Control
- Marion Meadows - Keep It Right There
- Narada Michael Walden - Looking at You, Looking at Me
- Dave Valentin - Hawk - Light Struck
- David Amram & Friends - At Home/Around the World
- Alexander Zonjic - Passion
- Carl Anderson - Friends and Lovers ?
- Johnny Mathis - Special Part of Me
- Kirk Whalum - Cache
- Juanita Dailey - Free
- Smooth Jazz: Between the Sheets
- Lifted up: Songs of Faith, Love and Inspiration (Various Artists)
- Sheila - La tendresse d'un homme 1982 (reprise de Holdin' out for love d'Angela Bofill)
- Soulful Divas, Vol. 3, & Vol. 5, 1998, (Various Artists)
- Slow Jams: On the Jazz Tip, Vol. 1, 1997 (Various Artists) I Just Wanna Stop
- Soulful Sounds of the 70's, 1997 (Various Artists) Tonight I Give In
- Smooth Jazz: Pure Pleasure, 1999, (Various Artists) All She Wants (Is Love)
- Smooth Jazz: Sexual Healing, 2000, (Various Artists) Love Changes

## Producteurs
- Narada Michael Walden
- George Duke
- Rex Ridout
- Dave Grusin & Larry Rosen
- Eve Nelson
- Preston Glass
- Vincent Brantley
- Norman Connors
- The System (David Frank & Mic Murphy)
- Jeff Carruthers
- Angela Bofill
- B Angie B

## Récompenses
- California Music Awards
  - 1984, Outstanding Black Contemporary Artist/Group